# 혜소 (신라)
혜소(慧昭, 774년 ~ 850년 2월 24일(음력 1월 9일))는 신라의 승려이다. 전주 출신이며 시호는 진감(眞鑑), 속성은 최씨이다.

## 생애
774년(혜공왕 10) 재가승려인 아버지와 어머니 고씨 사이에서 태어났으며, 쌍계사 진감선사 대공탑비에 따르면 어머니 고씨가 잠깐 낮잠이 들었는데 꿈에 서역의 승려가 나타나 아들이 되기를 원한다 하며 유리 항아리를 주었는데 이윽고 임신을 하였다고 한다. 태어날 때부터 울음을 터뜨리지 않았고, 소리를 낮추고 말을 잘 하지 않았다고 한다. 어려서 부모를 여의고 804년 당에 가서 창주 신감 대사 밑에서 승려가 되었다. 얼굴이 검어 함께 공부를 하는 이들에게서 흑두타(黑頭陀)라고 불렸다고 한다. 810년 숭산 소림사에서 구족계(승려가 지켜야 할 계율)를 받고 종남산에 들어가 도를 닦았다. 830년(흥덕왕 5)에 귀국하여 상주 장백사에서 선(禪)을 설법하였는데 사람들이 구름처럼 모여들었다고 한다. 그 후 847년 파주시 탄현면 소재의 검단사를 창건하고 지리산 화개곡에 들어가 옥천사를 지었다. 850년(문성왕 12) 여생을 마쳤다. 후에 정강왕이 최치원으로 하여금 옥천사를 쌍계사로 고치게 하고 진감(혜소의 시호) 국사비를 세우게 하였다.

## 같이 보기
- 쌍계사 진감선사 대공탑비

## 참고 자료
- 이 문서에는 다음커뮤니케이션(현 카카오)에서 GFDL 또는 CC-SA 라이선스로 배포한 글로벌 세계대백과사전의 내용을 기초로 작성된 글이 포함되어 있습니다.